# 羅浮宮謎情
《羅浮宮謎情》是一部2007年的法國電影，希薇·泰絲特主演，講述一個關於古畫懸疑的故事。

## 劇情概述
露茜兒·歐蒂柏是一名藝術史學生，致力於研究尙-安東尼·華鐸的作品，她認為華鐸的幾幅畫作中隱藏著從未有人發覺的祕密。但出於某些不明原因，教授尙·杜桑不看好她的研究。露茜兒則堅持自己的想法並不惜一切代價持續探索她認為的祕密。

## 外部連結
- 互联网电影数据库（IMDb）上《羅浮宮謎情》的资料（英文）
- AllMovie上《羅浮宮謎情》的资料（英文）
- 爛番茄上《羅浮宮謎情》的資料（英文）
- Yahoo奇摩電影上《羅浮宮謎情》的資料（繁體中文）
- 開眼電影網上《羅浮宮謎情 （页面存档备份，存于）》的資料 （繁體中文）